# Stämsvik
Stämsvik är en bebyggelse i Övergrans socken i Håbo kommun, belägen drygt 10 kilometer nordväst om centralorten Bålsta. Stämsvik ligger på östra sidan av Ekolsundsviken – mitt emot Ekolsund, mellan E18 i norr och Mälarbanan i söder.
Före 2015 avgränsades bebyggelsen av SCB till en separat småort för att från 2015 klassas som en del av tätorten Krägga. I kommunala sammanhang benämns området Krägga/Stämsvik.

## Historia
I modern tid finns dokumentation om fastigheter i Stämsvik sedan slutet av 1700-talet. Fram till järnvägens tillkomst var båt ett vanligt färdsätt till och från området. En ångbåtsbrygga fanns vid Ekolsundsviken och linjetrafik pågick fram till 1928.
1876 invigdes järnvägslinjen Stockholm - Tillberga - Engelsberg. Sträckningen kallades SWB, vilket står för Stockholm - Westerås - Bergslagen. Järnvägsstationer fanns i närliggande Krägga och Ekolsund, den senare fungerade också som poststation mellan 1879 och 1916. Stämsvik hade då Ekolsund som postadress. Många fastigheter byggdes i anslutning till järnvägen och järnvägsstationerna, såväl sommarbostäder som permanenta. Stationsbyggnaderna i Ekolsund och Krägga finns fortfarande kvar i välbevarat skick.
Från början av 1900-talet uppfördes en del sommarvillabebyggelse längs Ekolsundvikens stränder. Några av dessa byggnader är idag kulturminnesmärkta. Från att till stor del varit bebyggt med sommarbostäder har området alltmer kommit att utgöras av åretruntboende.